# Letov Š-33
Letov Š-33 byl československý prototyp jednomotorového dálkového bombardéru, navržený a vyrobený v 30. letech 20. století u společnosti Letov.

## Vývoj
Typ vznikal podle vojenských požadavků jako dálkový bombardér s dvou až tříčlennou osádkou, a poprvé vzlétl 15. srpna 1930. Po prvních letech byl prodloužen trup za střední částí o 30 cm, zadní kolečko bylo vyměněno za ostruhu a byly zvětšeny ocasní plochy. Tyto úpravy částečně vyřešily problémy se stabilitou letounu. Dne 26. listopadu 1930 byla původní čtyřlistá dřevěná vrtule italské společnosti Savoia nahrazena novou pokusnou čtyřlistou vrtulí stejného výrobce. Na počátku roku 1931 byla zahájena další úprava prototypu Š-33.1. Motor Isotta Fraschini Asso výrobního čísla 11 byl vyměněn za stejný typ výrobního čísla 9, zároveň došlo i ke změně jeho kapotáže. Došlo také k rekonstrukci nosné plochy. Takto upravený stroj vzlétl 6. května 1931. Následující den již prototyp létal s novou německou třílistou kovovou vrtulí HKW (Hederheimer Kupferwerke). Letoun podstoupil další letové zkoušky, např. 8. října 1931 s rekonstruovaným zdviženým koncem trupu a ocasními plochami o 134 mm, 13. října s novými křidélky, 16. října s instalovanou vyvažovací ploškou na směrovém kormidle a 19. října 1931 po celkové opravě a úpravě, ale jejich výsledky nebyly uspokojivé. Následující rok testy pokračovaly od 11. února s posledním letem 24. března 1933. Po 47 zkušebních letech v délce necelých 10 hodin byl Š-33.1 v roce 1934 oficiálně zrušen. K sériové výrobě z důvodů konstrukční i aerodynamické nevyzrálosti typu nakonec nedošlo. Druhý prototyp Š-33.2 zůstal nedokončen.

## Popis konstrukce
Jednalo se o středoplošník celokovové  konstrukce potažený převážně plátnem se samonosným jednonosníkovým křídlem a pevným podvozkem s ostruhou odpruženou gumovými svazky. Pohon zajišťoval originální italský třířadový osmnáctiválec Isotta Fraschini Asso bez reduktoru o výkonu 800 hp (597 kW). Dodávky licenčních motorů produkovaných firmou Praga ČKD a opatřených reduktorem byly pod názvem Praga Asso 800 RV zahájeny až 20. července 1932.

## Specifikace
Údaje podle

### Technické údaje
- Osádka: 3
- Rozpětí: 21,70 m
- Délka: 13,44 m
- Výška: 3,95 m
- Nosná plocha: 53,0 m²
- Prázdná hmotnost: 2750 kg
- Vzletová hmotnost: 4 400 kg
- Pohonná jednotka: 1 × řadový motor Isotta Fraschini Asso
- Výkon pohonné jednotky: 597 kW (800 k)
- Zatížení na jednotku plochy: 88,01 kg/m²

### Výkony
- Maximální rychlost: 270 km/h

### Výzbroj (plánovaná)
- 1 × pevný synchronizovaný kulomet Vickers ráže 7,7 mm
- 1 × zdvojený pohyblivý kulomet Lewis ráže 7,7 mm
- 400 kg pum